# 武田イク
武田 イク（たけだ いく、1920年1月15日 - 1998年10月19日）は、日本のタバコ屋経営者（個人事業主）、タレント。歌手・俳優の武田鉄矢の実母。熊本県阿蘇郡小国町出身。

## 来歴・人物
小国町内有数の大地主の孫として出生。3人姉弟の長女であり、妹、弟が一人ずついた。しかし、祖父の死去と世界恐慌の影響で生活が困窮した末、両親が離婚し、8歳のときに、父親により親族の家へ養子に出された。
しかし、「生活苦」を理由に親族の家からも追われ、洋服屋の仕立て見習いを経て、17歳のときに、幼馴染の村上義元と結婚。進駐軍兵士のハウスメイド、タバコ屋、クリーニングの取次ぎなどのかたわら、二男三女を育て上げた。
1949年4月11日午前11時56分、鉄矢を出産。 1973年息子・鉄矢のシングル「母に捧げるバラード」のヒット以来、本業のタバコ屋を続けながら、子育てなどをテーマにした講演などを年100回以上こなした。
ホノルルマラソン完走という経験もある。その他、ローカルタレントとしてCM出演などでも活躍していたが、1998年10月19日午後10時50分、肺動脈血栓のため福岡市南区の福岡赤十字病院で死去。78歳没。